# Richard Burke
Richard Burke, detto Dick (New York, 29 marzo 1932 – 15 marzo 2016), è stato un politico irlandese, esponente del Fine Gael.
È stato ministro e commissario europeo.

## Formazione e carriera professionale
Benché nato negli Stati Uniti, Burke crebbe in Irlanda. Frequentò la Upperchurch National School di Thurles e la Scuola dei fratelli cristiani di Dublino. In seguito studiò giurisprudenza e scienze dell'educazione all'University College e al King's Inn di Dublino.
Fino al 1969 Burke lavorò come insegnante a Blackrock.

## Carriera politica
Dopo essere stato eletto membro del consiglio comunale di Dublino nel 1967, nel 1969 Burke venne eletto membro del Dáil Éireann nel collegio della contea di Dublino meridionale e fino 1972 fu chief whip del suo partito, all'opposizione. Venne riconfermato alle elezioni del 28 febbraio 1973.
Dopo la vittoria elettorale del Fine Gael del 1973 Burke fu ministro dell'istruzione nell'ambito del governo guidato da Liam Cosgrave fino al dicembre 1976.

### Commissario europeo
Nel gennaio 1977 Burke fu nominato commissario europeo ed entrò a far parte della Commissione Jenkins. Gli vennero assegnate le deleghe alla fiscalità, agli affari dei consumatori, ai trasporti e ai rapporti con il Parlamento europeo. Durante il suo mandato avvennero le prime elezioni dirette per il Parlamento europeo.
Nel giugno 1981 Burke tornò a fare parte del Dáil in rappresentanza del collegio di Dublino ovest e venne riconfermato alle elezioni del febbraio successivo, ma si dimise dal Dáil il 30 marzo 1982 in occasione della sua nuova nomina a commissario europeo dell'Irlanda. Gli furono assegnate la delega al personale e all'amministrazione, oltre alla responsabilità per il servizio di traduzione ed interpretariato, l'ufficio statistico e l'ufficio delle pubblicazioni.